# Димитър Радев (учен)
Вижте пояснителната страница за други личности с името Димитър Радев.
Проф. дтн инж. Димитър Радев е университетски преподавател и учен в сферата на инженерните науки и телекомуникациите.

## Биография

### Образование
Димитър Радев завършва Aвтоматизация на производството в Русенския университет „Ангел Кънчев“. Доктор по автоматизация на производството (1997 г.) и доктор на техническите науки (2006 г.). Професор по теоретични основи на комуникационната техника от 2008 г.
Специализира в Университета „Хумболд“ (Берлин, Германия), в Технически университет Мюнхен (Германия), Технически университет Дрезден (Германия), в Словашкия технически университет (Братислава, Словакия) и в Унгарската академия на науките (Будапеща, Унгария).

### Академична кариера
Избран е за първия ректор на Висшето училище по телекомуникации и пощи на 10.07.2015 г. Ректор е на Колежа по телекомуникации и пощи до неговото преобразуване (2014-2015 г.), зам. ректор на Европейски политехнически университет (2010 г.). Професор е в катедра „Телекомуникационни системи“ на Русенски университет „Ангел Кънчев“ от 2008 г., където е преподавател от 1987 г. От 2011 г. е преподавател в Югозападен Университет „Неофит Рилски“ и в Колежа по телекомуникации и пощи.
Научен ръководител е на 11 докторанти, 8 защитили докторска степен и е участвал в научни журита на повече от 30 доценти и професори в същите области (2004 – 2015 г.)
Автор е на над 220 научни статии и публикации, от които 17 учебника, 23 монографии и статии с импакт фактор и над 100 цитирания.
Областите му на специализация са:
- Симулация и моделиране на мобилни телекомуникационни мрежи
- Компютърно моделиране на стохастични процеси
- Телетрафично проектиране